# Henry C. Warmoth
Henry Clay Warmoth, född 9 maj 1842 i McLeansboro, Illinois, död 30 september 1931 i New Orleans, Louisiana, var en amerikansk republikansk politiker. Han var Louisianas guvernör 1868–1872.
19 år gammal inledde Warmoth sin karriär som advokat i Missouri. Han deltog i amerikanska inbördeskriget som överstelöjtnant i nordstaternas armé. Guvernör blev han 1868 endast 26 år gammal efter att Joshua Baker avgick. År 1872 avsattes Warmoth som guvernör av delstatens lagstiftande församling samtidigt som Louisiana var på väg mot kaos efter det omtvistade valet som gällde hans efterträdare. Warmoth hade tagit ställning i tvisten till demokraternas fördel. Efteråt avgjorde en domstol att Warmoth inte hade brutit mot lagen. Warmoth efterträddes som guvernör av P.B.S. Pinchback.